# Cryptologa
Cryptologa is een geslacht van vlinders uit de familie mineermotten (Gracillariidae).
Het geslacht omvat één soort:
- Cryptologa nystalea Fletcher, 1921